# Armisticio del 11 de noviembre de 1918

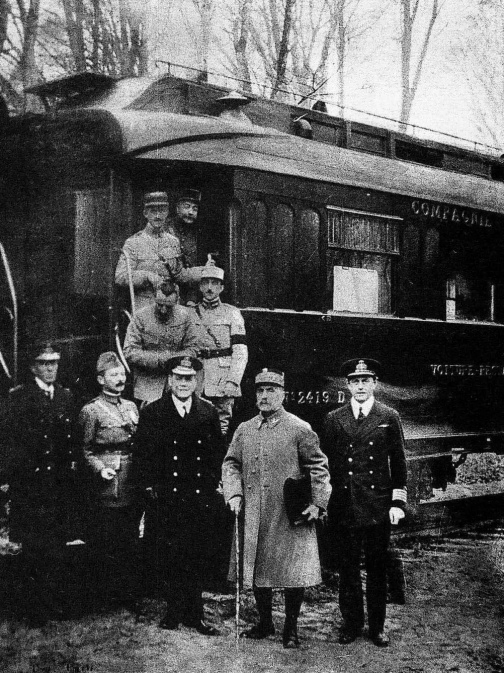
Fotografía tomada después de llegar a un acuerdo para el armisticio que puso fin a la Primera Guerra Mundial. Este es el propio ferrocarril de Ferdinand Foch y la ubicación es el Bosque de Compiègne. El jefe de gabinete de Foch, Maxime Weygand, es el segundo desde la izquierda. El tercero desde la izquierda es el principal representante británico, sir Rosslyn Wemyss. Foch es el segundo desde la derecha. A la derecha está el almirante George Hope.

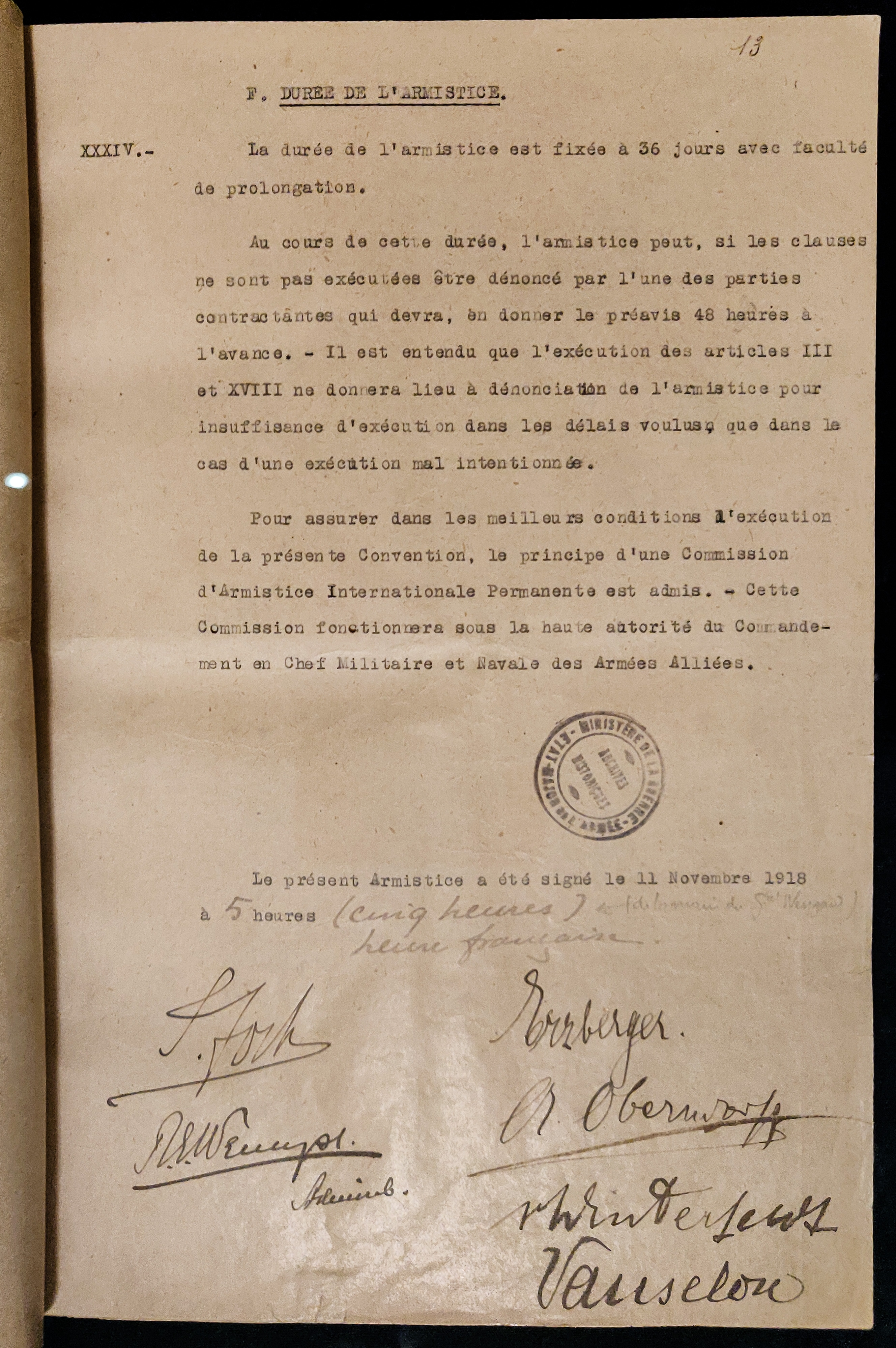
Última página del acuerdo de armisticio.

El Armisticio del 11 de noviembre de 1918 fue un tratado firmado en Le Francport, cerca de Compiègne, que terminó la lucha en tierra, mar y aire en la Primera Guerra Mundial entre los Aliados y su oponente, el Imperio alemán. Previamente ya se habían acordado armisticios con Bulgaria, el Imperio otomano y el Imperio austrohúngaro. También conocido como el Armisticio de Compiègne por el lugar donde fue firmado a las 5:45 por el mariscal francés Foch, entró en vigor a las 11:00, hora de París, el 11 de noviembre de 1918 y marcó una victoria para los aliados y una derrota para Alemania, aunque no formalmente una rendición.
Los términos reales, en gran parte escritos por el comandante supremo aliado, el mariscal Ferdinand Foch, incluían el cese de las hostilidades, la retirada de las fuerzas alemanas detrás del Rin, la ocupación aliada de Renania y las cabezas de puente al este, la preservación de la infraestructura, la rendición de aviones, buques de guerra y material militar, la liberación de prisioneros de guerra aliados y civiles internados, eventuales reparaciones, la liberación de prisioneros alemanes y la prolongación del bloqueo naval de Alemania.
Aunque el armisticio puso fin a los combates en el Frente Occidental, la guerra siguió hasta que fue firmado el Tratado de Versalles el 28 de junio de 1919 y que entró en vigor el 10 de enero de 1920. Las duras condiciones impuestas a Alemania generaron gran descontento entre la población y sirvieron de argumento a los movimientos nacionalistas y a Hitler.

## Antecedentes

### Telegramas de octubre de 1918

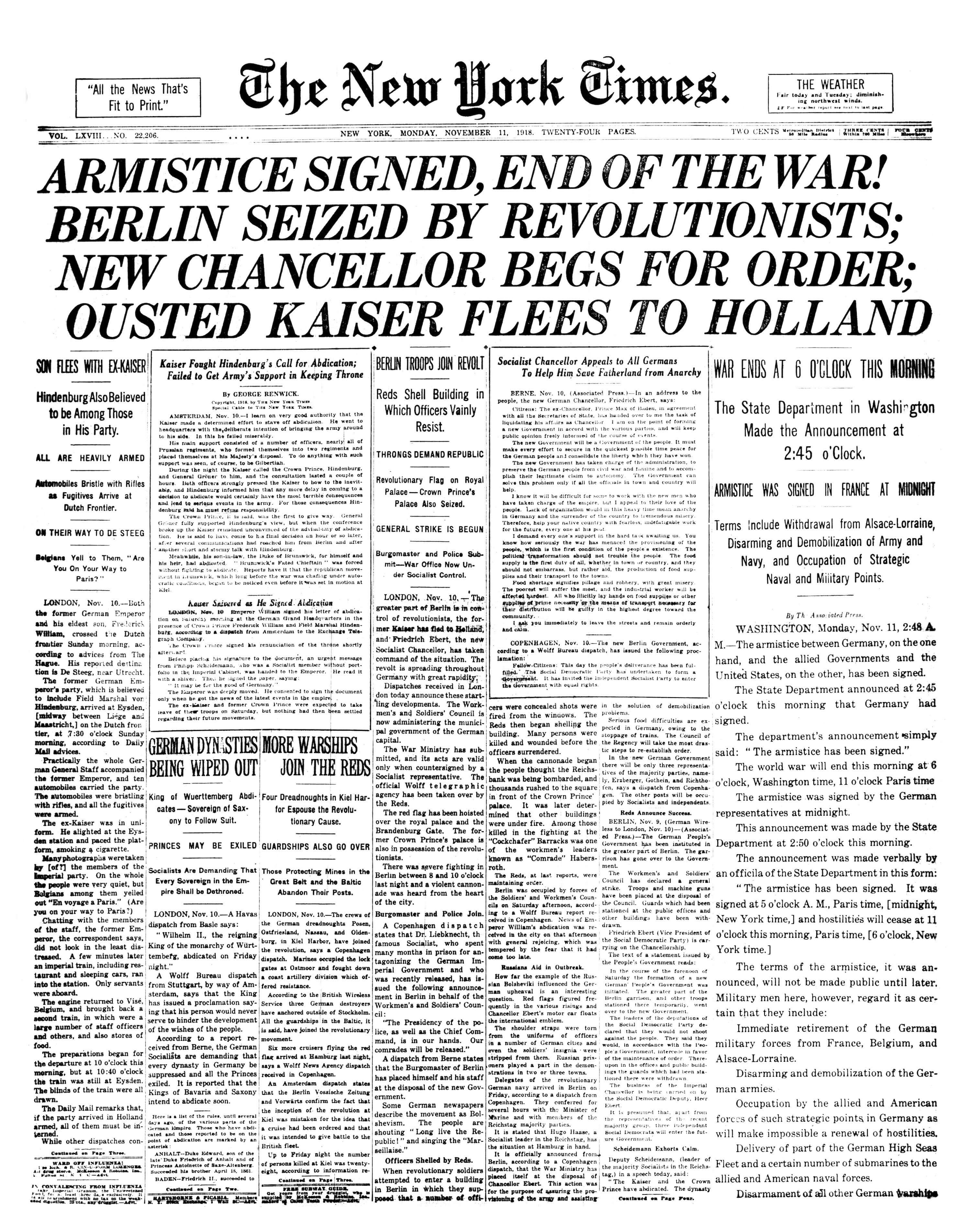
Portada del The New York Times en el día del armisticio, el 11 de noviembre de 1918.

El 29 de septiembre de 1918, el Comandante Supremo del ejército alemán en el cuartel general del ejército imperial en Spa, de la Bélgica ocupada, informó al káiser Guillermo II y al canciller imperial, el conde Georg von Hertling, que la situación militar que enfrentaba Alemania era desesperada. El intendente general Erich Ludendorff, probablemente temiendo un gran avance, afirmó que no podía garantizar que el frente se mantendría por otras dos horas y exigió que se solicitara a la Entente un alto el fuego inmediato. Además, recomendó la aceptación de las principales demandas del presidente estadounidense Woodrow Wilson (los Catorce Puntos), incluida la colocación del Gobierno Imperial en una posición democrática, esperando términos de paz más favorables. Esto le permitió salvar el orgullo del Ejército Imperial Alemán y poner la responsabilidad de la capitulación y sus consecuencias directamente en manos de los partidos democráticos y el parlamento. Expresó su opinión a los oficiales de su personal el 1 de octubre: «Ahora deben acostarse en la cama que han hecho para nosotros.»
El 3 de octubre de 1918, el príncipe liberal Maximiliano de Baden fue nombrado canciller de Alemania, reemplazando a Georg von Hertling para negociar un armisticio. Después de largas conversaciones con el káiser y evaluaciones de las situaciones políticas y militares en el Reich, antes del 5 de octubre de 1918, el gobierno alemán envió un mensaje al presidente Wilson para negociar los términos sobre la base de un discurso reciente suyo y el declarado anteriormente como los "Catorce Puntos". En los dos intercambios posteriores, las alusiones de Wilson «no lograron transmitir la idea de que la abdicación del káiser era una condición esencial para la paz. Los principales estadistas del Reich aún no estaban listos para contemplar una posibilidad tan monstruosa.» Como condición previa para las negociaciones, Wilson exigió la retirada de Alemania de todos los territorios ocupados, el cese de las actividades submarinas y la abdicación del káiser, escribiendo el 23 de octubre: «Si el Gobierno de los Estados Unidos debe tratar con los amos militares y los autócratas monárquicos de Alemania ahora, o si es probable que tenga que lidiar con ellos más adelante con respecto a las obligaciones internacionales del Imperio alemán, no debe exigir negociaciones de paz sino rendirse.»
A fines de octubre de 1918, Ludendorff, en un cambio repentino de opinión, declaró inaceptables las condiciones de los aliados. Ahora exigió reanudar la guerra que él mismo había declarado perdida solo un mes antes. Sin embargo, los soldados alemanes estaban presionando para llegar a casa. Apenas era posible la reanudación de los preparativos para las batallas, y las deserciones aumentaron. El gobierno imperial se mantuvo en curso y Ludendorff fue reemplazado por Wilhelm Groener. El 5 de noviembre, los aliados acordaron entablar negociaciones para una tregua, ahora también exigiendo pagos de reparación.
La última nota del presidente Wilson fue recibida en Berlín el 6 de noviembre de 1918. Ese mismo día, la delegación dirigida por Matthias Erzberger partió para Francia.
Un obstáculo mucho mayor, que contribuyó al retraso de cinco semanas en la firma del armisticio y al consiguiente deterioro social en Europa, fue el hecho de que los gobiernos francés, británico e italiano no deseaban aceptar los Catorce Puntos y las posteriores promesas del presidente Wilson. Por ejemplo, asumieron que la desmilitarización sugerida por Wilson se limitaría a las potencias centrales. También hubo contradicciones con sus planes de posguerra que no incluían una implementación consistente del ideal de autodeterminación nacional. Como señala Czernin:

Los estadistas aliados se enfrentaron a un problema: hasta ahora habían considerado los "catorce mandamientos" como una pieza de propaganda estadounidense inteligente y efectiva, diseñada principalmente para socavar el espíritu de lucha de las Potencias Centrales y para reforzar la moral de los Aliados menores. Ahora, de repente, se suponía que toda la estructura de paz se construiría sobre ese conjunto de "principios vagos", la mayoría de los cuales les parecían completamente poco realistas, y algunos de los cuales, si se aplicaban seriamente, eran simplemente inaceptables.

### Revolución de Noviembre
La revuelta de los marineros que tuvo lugar durante la noche del 29 al 30 de octubre de 1918 en el puerto naval de Wilhelmshaven se extendió por todo el país en cuestión de días y condujo a la proclamación de una república el 9 de noviembre de 1918 y al anuncio de la abdicación de Guillermo II. Sin embargo, en varias áreas, los soldados desafiaron la autoridad de sus oficiales y, en ocasiones, establecieron Consejos de Soldados. Así, por ejemplo, el Consejo de Soldados de Bruselas fue creado por soldados revolucionarios el 9 de noviembre de 1918.
También el 9 de noviembre de 1918, Max von Baden entregó el cargo de canciller a Friedrich Ebert, un socialdemócrata. El SPD de Ebert y el Partido del Centro Católico de Erzberger habían sufrido de una relación incómoda con el gobierno imperial desde la era de Bismarck en las décadas de 1870 y 1880. Estaban bien representados en el Reichstag imperial, que tenía poco poder sobre el gobierno, y habían estado pidiendo una paz negociada desde 1917. Su prominencia en las negociaciones de paz haría que la nueva República de Weimar careciera de legitimidad en los ojos de la derecha y los militaristas.

## Proceso de negociación
El armisticio fue el resultado de un proceso apresurado y desesperado. La delegación alemana encabezada por Matthias Erzberger cruzó la línea del frente en cinco autos y fue escoltada durante diez horas a través de la zona de guerra devastada del norte de Francia, llegando en la mañana del 8 de noviembre de 1918. Luego fueron llevados al destino secreto a bordo del tren privado de Ferdinand Foch estacionado en un ferrocarril en el bosque de Compiègne.
Foch apareció solo dos veces en los tres días de negociaciones: el primer día, para preguntarle a la delegación alemana qué querían, y el último día, para ver las firmas. A los alemanes se les entregó la lista de demandas aliadas y se les dio 72 horas para aceptar. La delegación alemana discutió los términos aliados no con Foch, sino con otros oficiales franceses y aliados. El armisticio equivalía a completar la desmilitarización alemana, con pocas promesas hechas por los aliados a cambio. El bloqueo naval de Alemania no se levantó por completo hasta que se pudieron acordar términos de paz definitivos.
Hubo muy pocas negociaciones. Los alemanes pudieron corregir algunas demandas imposibles (por ejemplo, el desmantelamiento de más submarinos de los que poseía su flota), extendieron el cronograma para la retirada y registraron su protesta formal por la dureza de los términos aliados. Pero no estaban en posición de negarse a firmar. El domingo 10 de noviembre de 1918, a los alemanes se les mostraron periódicos de París para informarles que el káiser había abdicado. Ese mismo día, Ebert le indicó a Erzberger que firmara. El gabinete había recibido anteriormente un mensaje de Hindenburg, solicitando que se firmara el armisticio incluso si no se podían mejorar las condiciones aliadas.
El armisticio se acordó a las 5:00 a. m. del 11 de noviembre de 1918, y entró en vigencia a las 11:00 a. m., hora de París (mediodía, hora alemana), por lo que la ocasión a veces se denomina «la undécima hora del undécimo día del undécimo mes.» Las firmas se hicieron entre las 5:12 a. m. y las 5:20 a. m..
La ocupación de Renania tuvo lugar después del armisticio. Los ejércitos aliados estaban compuestos por fuerzas estadounidenses, belgas, británicas y francesas.

## Personal clave

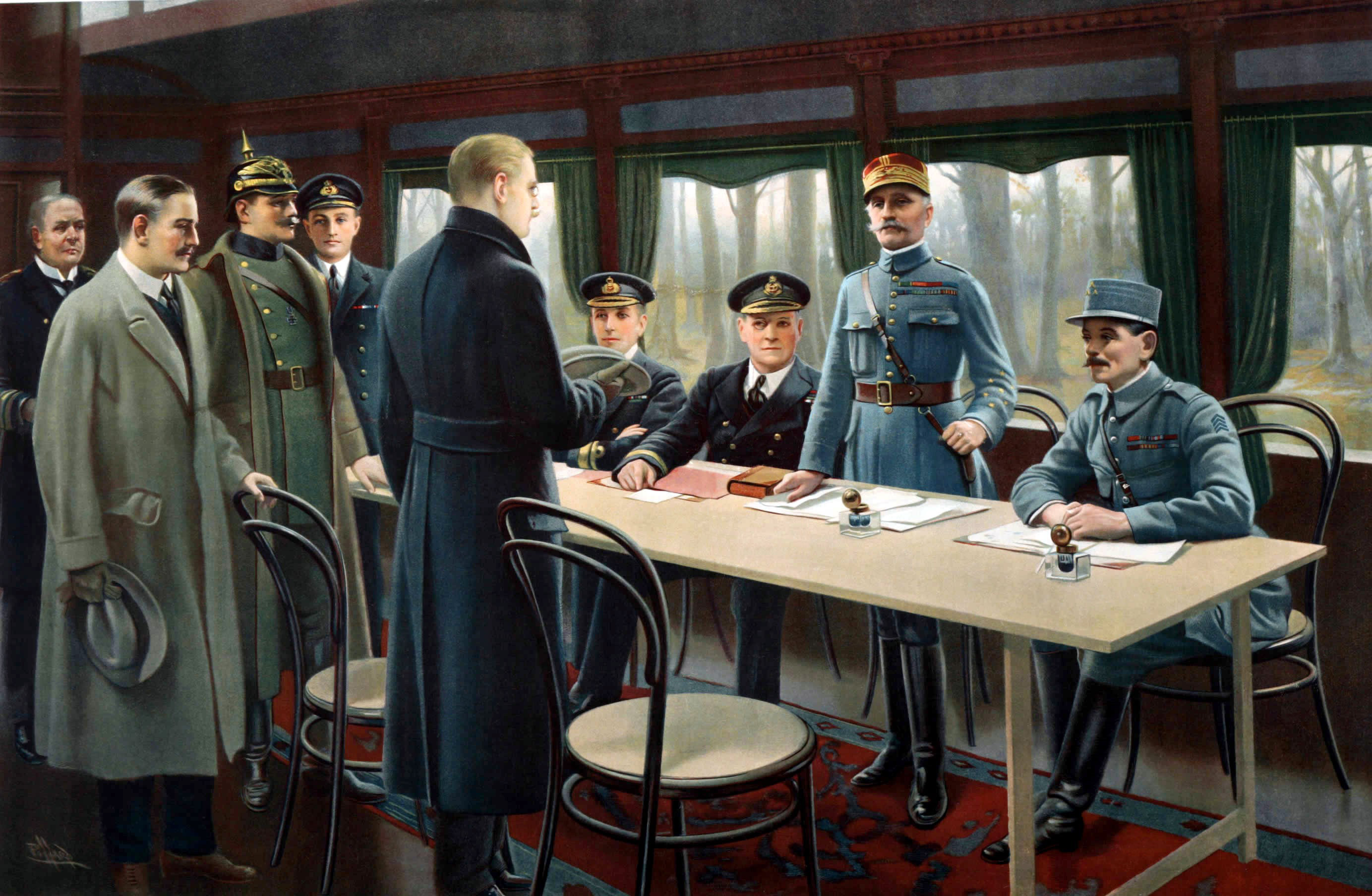
Pintura que representa el momento de la firma del armisticio en el vagón. De izquierda a derecha se encuentran el almirante alemán Ernst Vanselow, el conde alemán Alfred von Oberndorff, el general alemán von Winterfeldt Detlof (con casco) y el oficial naval británico Jack Marriott. De pie delante de la mesa; Matthias Erzberger, jefe de la delegación alemana. Detrás de la mesa están los dos oficiales de la marina británica, el contraalmirante George Hope, sir Rosslyn Wemyss, y los representantes de Francia, el mariscal Ferdinand Foch (de pie), y el general Maxime Weygand.

Por los aliados, el personal involucrado era todo militar.  Los dos firmantes fueron:
- El mariscal francés Ferdinand Foch, comandante supremo de los Aliados.
- El primer lord del Mar almirante Rosslyn Wemyss, el representante británico.

Otros miembros de la delegación:
- El general Maxime Weygand, jefe del Estado Mayor de Foch (posteriormente comandante en jefe en 1940).
- El contralmirante George Hope, oficial de la marina británica.
- El capitán Jack Marriott, oficial naval británico, asistente naval del primer lord del mar.

Por Alemania, los cuatro signatarios fueron:
- Matthias Erzberger, un político civil.
- El conde Alfred von Oberndorff, representante del Ministerio de Relaciones Exteriores.
- El mayor general Detlof von Winterfeldt, del Ejército.
- El capitán Ernst Vanselow, de la Marina.

El general Weygand no se menciona en la copia francesa del documento del armisticio.

## Términos
Entre sus 34 cláusulas, el armisticio contenía los siguientes puntos principales:
A. Frente occidental
- Terminación de las hostilidades en el frente occidental, en tierra y en el aire, dentro de las seis horas posteriores a la firma.
- Evacuación inmediata de Francia, Bélgica, Luxemburgo y Alsacia-Lorena en 15 días. Los Aliados pueden cuidar a los enfermos y heridos.
- Repatriación inmediata de todos los habitantes de esos cuatro territorios en manos alemanas.
- Entrega de material: 5000 piezas de artillería, 25 000 ametralladoras, 3000 minenwerfers, 1700 aviones (incluyendo todos los bombarderos nocturnos), 5000 locomotoras ferroviarias, 150 000 vagones de ferrocarril y 5000 camiones de carretera.
- Evacuación del territorio en el lado oeste del Rin, más cabezas de puente de 30 km de radio del lado este del Rin en las ciudades de Maguncia, Coblenza y Colonia dentro de los siguientes 31 días.
- Territorio desocupado para ser ocupado por las tropas aliadas, mantenido a expensas de Alemania.
- No se permite la eliminación o destrucción de bienes civiles o habitantes en territorios evacuados y todos los materiales militares y locales que se dejen intactos.

B. Frentes orientales y africanos
- Retirada inmediata de todas las tropas alemanas en Rumanía y en lo que eran el Imperio Otomano, el Imperio austrohúngaro y el Imperio ruso de regreso al territorio alemán como antes del 1 de agosto de 1914, aunque se brindó apoyo tácito al Ejército de Voluntarios de Rusia Occidental con el pretexto de combatir a los bolcheviques. Los aliados tendrán acceso a estos países.
- Renuncia al tratado de Brest-Litovsk con Rusia y al tratado de Bucarest con Rumania.
- Evacuación de las fuerzas alemanas en África.

C. En el mar
- Cese inmediato de todas las hostilidades en el mar y rendición intacta de todos los submarinos alemanes dentro de los 14 días.
- Listado de buques de superficie alemanes para ser internados dentro de los 7 días y el resto desarmado.
- Acceso gratuito a las aguas alemanas para los barcos aliados y para los de los Países Bajos, Noruega, Dinamarca y Suecia.
- El bloqueo naval de Alemania continuará.
- Evacuación inmediata de todos los puertos del Mar Negro y entrega de todos los buques rusos capturados.

D. General
- Liberación inmediata de todos los prisioneros de guerra aliados y civiles internados, sin reciprocidad.[17]
- En espera de un acuerdo financiero, entrega de activos saqueados de Bélgica, Rumania y Rusia.[16]

## Repercusiones

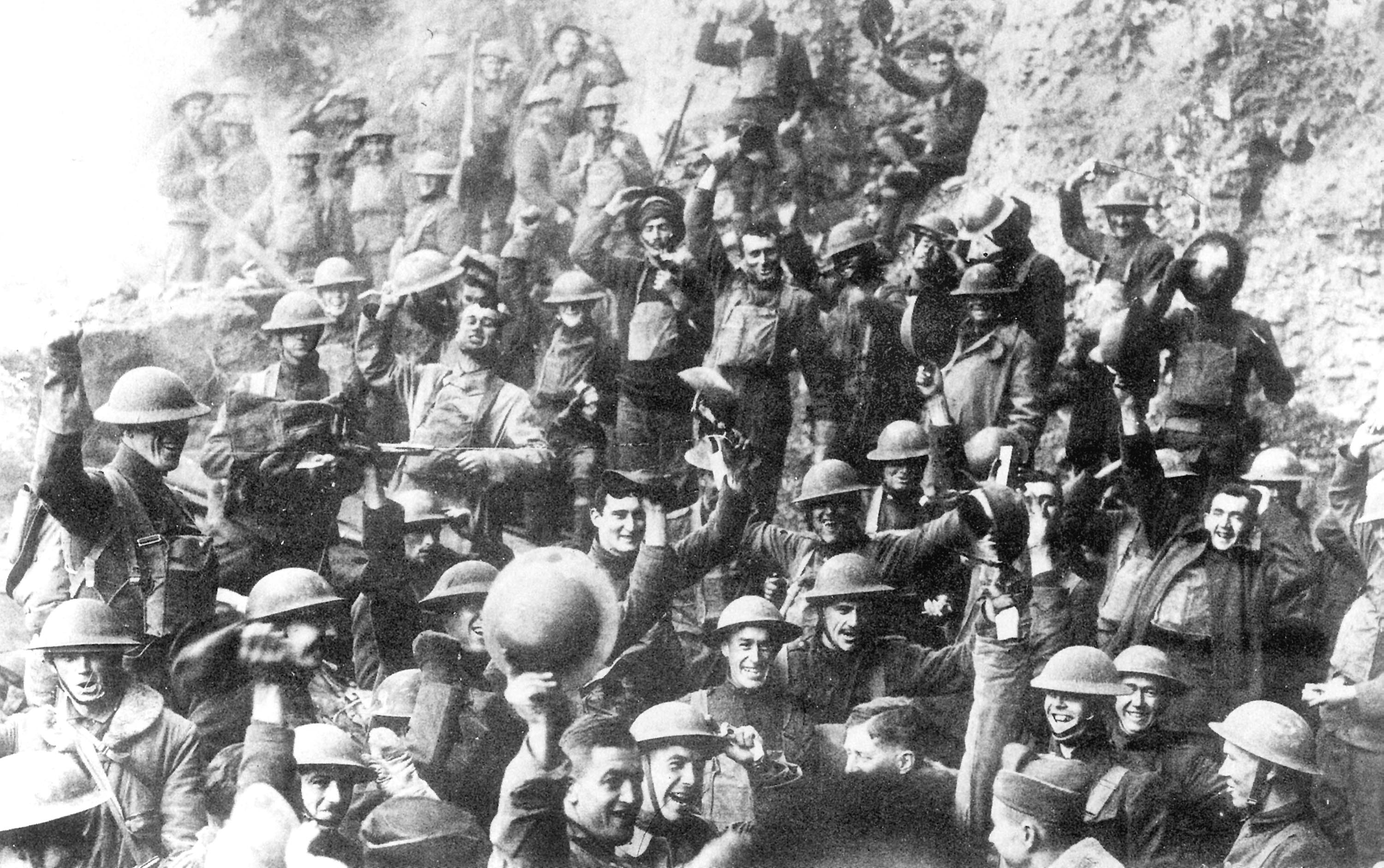
Soldados estadounidenses del 64.º Regimiento, parte de la 7.ª División, celebran la noticia del armisticio.

El público británico fue notificado del armisticio por un comunicado oficial adjunto emitido por el Buró de Prensa a las 10:20 a. m., cuando el primer ministro británico David Lloyd George anunció: «El armisticio se firmó a las cinco en punto de esta mañana, y las hostilidades van a cesar en todos los frentes a las 11 de la mañana de hoy.» Los Estados Unidos publicaron un comunicado oficial a las 2:30 p. m.: «De acuerdo con los términos del Armisticio, las hostilidades en los frentes de los ejércitos estadounidenses fueron suspendidas a las once de la mañana.»
La noticia del armisticio que se firmó se anunció oficialmente hacia las 9 a. m. en París. Una hora después, Foch, acompañado por un almirante británico, se presentó en el Ministerio de Guerra, donde fue recibido de inmediato por Georges Clemenceau, el primer ministro de Francia. A las 10:50 a. m., Foch emitió esta orden general: «Las hostilidades cesarán en todo el frente a partir del 11 de noviembre a las 11 en punto de la hora francesa. Las tropas aliadas no irán, hasta una nueva orden, más allá de la línea alcanzada en esa fecha y a esa hora.» Cinco minutos después, Clemenceau, Foch y el almirante británico fueron al Palacio del Elíseo. Luego del primer disparo desde la Torre Eiffel, el Ministerio de Guerra y el Palacio del Elíseo exhibieron sus banderas, mientras sonaban las campanas alrededor de París. Quinientos estudiantes se reunieron frente al Ministerio y llamaron a Clemenceau, quien apareció en el balcón. Clemenceau exclamó «¡Vive la France!», La multitud le hizo eco. A las 11:00 a. m., se disparó el primer disparo de paz desde Fort Mont-Valérien, que le dijo a la población de París que el armisticio había iniciado, pero la población ya lo sabía por los círculos y periódicos oficiales.
Aunque la información sobre el cese del fuego inminente se había extendido entre las fuerzas del frente en las horas anteriores, la lucha en muchos sectores del frente continuó hasta la hora señalada. A las 11 a. m. hubo una fraternización espontánea entre los dos lados. Pero en general, las reacciones fueron silenciadas. Un cabo británico informó: «[...] los alemanes salieron de sus trincheras, se inclinaron ante nosotros y luego se fueron. Eso fue todo. No había nada con lo que pudiéramos celebrar, excepto galletas.» Del lado aliado, la euforia y la exaltación eran raras. Hubo algunos vítores y aplausos, pero el sentimiento dominante fue el silencio y el vacío después de 52 agotadores meses de guerra.
La paz entre los Aliados y Alemania se resolvió posteriormente en 1919, por la Conferencia de Paz de París y el tratado de Versalles de ese mismo año.

## Últimas bajas

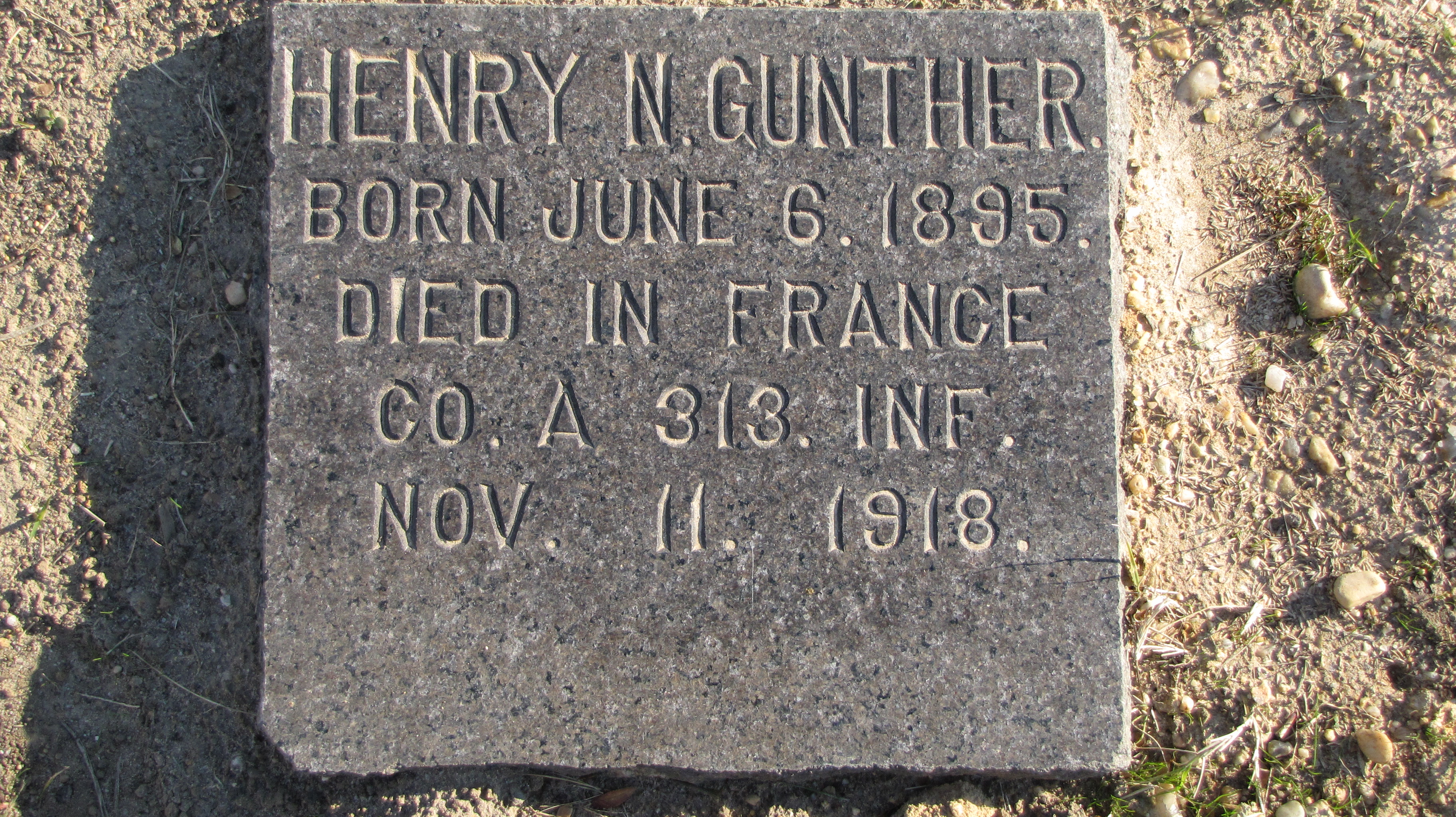
Lápida de Henry N. Gunther en Baltimore.

Muchas unidades de artillería continuaron disparando contra objetivos alemanes para evitar tener que llevarse sus municiones de repuesto. Los aliados también deseaban asegurarse de que, en caso de reiniciar la lucha, estarían en una posición más favorable. En consecuencia, hubo 10 944 bajas, de las cuales 2738 fueron muertes, en el último día de la guerra.
Un ejemplo de la determinación de los aliados de mantener la presión hasta el último minuto, pero también de adherirse estrictamente a los términos del armisticio, fue un cañón ferroviario de 14 pulgadas de largo alcance de la Batería 4.ª de la Armada de los Estados Unidos abriendo fuego con su último disparo a las 10:57:30 en el área de Verdún, programado para aterrizar muy por detrás de la línea del frente alemán justo antes de la entrada en vigor del armisticio.
Augustin Trébuchon fue el último francés en morir cuando recibió un disparo en su camino para decirle a sus compañeros soldados, que intentaban un asalto al otro lado del río Mosa, que la sopa caliente se serviría después del alto el fuego. Fue asesinado a las 10:45.
Anteriormente, el último soldado del Reino Unido en morir, George Edwin Ellison, de los 5.º Royal Irish Lancers, fue asesinado esa mañana alrededor de las 9:30 mientras exploraba las afueras de Mons, Bélgica.
El último soldado canadiense y de la Mancomunidad de Naciones que murió, el soldado George Lawrence Price, fue asesinado a tiros por un francotirador mientras formaba parte de una fuerza que avanzaba hacia la ciudad belga de Ville-sur-Haine, solo dos minutos antes del armisticio al norte de Mons, a las 10:58, para ser reconocido como uno de los últimos asesinados con un monumento a su nombre.
Henry Gunther, un estadounidense, es generalmente reconocido como el último soldado muerto en acción en la Primera Guerra Mundial. Fue asesinado 60 segundos antes de que el armisticio entrara en vigor mientras atacaba a las sorprendidas tropas alemanas, que al saber del armisticio ya habían parado la lucha. Había estado abatido por su reciente reducción de rango y aparentemente estaba tratando de redimir su reputación.
Las noticias del armisticio solo llegaron a las fuerzas africanas, los King's African Rifles, que todavía luchaban con éxito en la actual Zambia, aproximadamente una quincena más tarde. Los comandantes alemanes y británicos tuvieron que acordar los protocolos para su propia ceremonia del armisticio.

## Legado

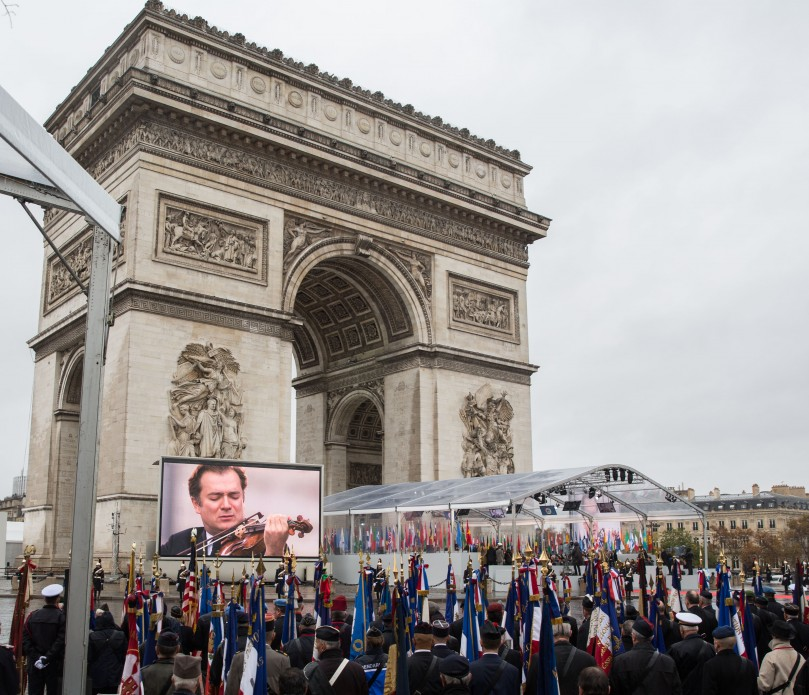
11 de noviembre de 2018 en París, en recuerdo de los 100 años desde el final de la guerra en el frente occidental.

La celebración del armisticio se convirtió en la pieza central de los recuerdos de la guerra, junto con los saludos al soldado desconocido. Las naciones construyeron monumentos a los muertos y a los heroicos soldados, pero rara vez engrandecieron a los generales y almirantes. El 11 de noviembre se conmemora anualmente en muchos países bajo varios nombres, como el Día del Armisticio, el Día del Recuerdo, el Día de los Veteranos, y en Polonia es el Día de la Independencia.
El final de la Segunda Guerra Mundial en China (final de la segunda guerra sino-japonesa) tuvo lugar formalmente el 9 de septiembre de 1945 a las 9:00 a. m. (la novena hora del noveno día del noveno mes). La fecha fue elegida en eco del Armisticio del 11 de noviembre de 1918 (en la undécima hora del undécimo día del undécimo mes); y porque "nueve" es homófono de la palabra "duradero" en chino (para sugerir que la paz ganada duraría para siempre).
Casualmente, la matrícula del Gräf & Stift Double Phaeton de Francisco Fernando que estaba conduciendo al momento de su asesinato tenía escrito "A III 118", que se puede leer como "Armisticio, 11/11/1918".

## Leyenda de la puñalada por la espalda
El mito de que el ejército alemán fue apuñalado por la espalda por el gobierno socialdemócrata que se formó en noviembre de 1918, fue creado por las críticas en la prensa alemana que tergiversó gravemente el libro del mayor general británico Frederick Maurice, The Last Four Months. «Ludendorff hizo uso de las críticas para convencer a Hindenburg.»

En una audiencia ante el Comité de Investigación de la Asamblea Nacional el 18 de noviembre de 1919, un año después del final de la guerra, Hindenburg declaró: «Como un general inglés ha dicho realmente, el ejército alemán fue 'apuñalado por la espalda'.»